# Мальцов, Александр Павлович
Александр Павлович Мальцов (1848—1899) — генерал-майор, герой русско-турецкой войны 1877—1878 годов.

## Биография
Родился 10 апреля 1848 года.
Образование получил 1-м Павловском военном училище из которого был выпущен 10 июня 1864 года юнкером в 12-й гренадерский Астраханский полк. В этом полку он последовательно получил чины подпоручика (10 июня 1864 года), поручика (27 марта 1868 года) и штабс-капитана (6 апреля 1869 года), после чего поступил в Николаевскую академию Генерального штаба.
1 апреля 1874 года Мальцов был произведён в капитаны и после успешной сдачи выпускных экзаменов в академии по 1-му разряду был 19 октября 1874 года переименован в штабс-капитаны Генерального штаба и назначен старшим адъютантом штаба 1-й кавалерийской дивизии.
4 ноября 1876 года Мальцов был назначен состоять для особых поручений при штабе 8-го армейского корпуса и в этом качестве принял участие в русско-турецкой войне 1877—1878 годов. 4 августа 1877 года Мальцов был награждён орденом св. Георгия 4-й степени
В воздаяние за отличие, оказанное во время высадки на правый берег Дуная, ночью с 14 на 15 Июня 1877 года, при чем провел первых людей к устью р. Текир-Дере, атаковал неприятельскую цепь и оттеснив оную, доставил возможность прочим частям утвердиться на берегу вне ружейного огня.
Через несколько дней, 12 августа, Мальцов в бою под Габрово был ранен вместе с генералом Драгомировым одной и той же пулей. 1 декабря 1877 года Мальцов был пожалован золотой саблей с надписью «За храбрость».
По окончании военных действий Мальцов был 14 июня 1878 года назначен состоять штаб-офицером для особых поручений при командующем войсками Московского военного округа. Произведённый 1 апреля 1879 года в подполковники, он с 15 сентября того же года был назначен на должность штаб-офицера, заведующего обучающимися в Николаевской академии Генерального штаба офицерами, в каковой должности состоял последующие пятнадцать лет. За это время Мальцов был произведён в полковники (28 марта 1882 года) и награждён орденами св. Станислава 2-й степени (в 1880 году), св. Анны 2-й степени (в 1883 году), св. Владимира 4-й степени (в 1886 году) и св. Владимира 3-й степени (в 1889 году).
22 января 1894 года Мальцов был произведён в генерал-майоры и назначен помощником начальника штаба Иркутского военного округа, а с 3 февраля 1895 года перемещён на ту же должность в Омский военный округ.
Скоропостижно скончался 7 ноября 1899 года в Санкт-Петербурге, куда был командирован из Омска. Похоронен на кладбище Воскресенского Новодевичьего монастыря.